# Tropheops gracilior
Tropheops gracilior är en fiskart som först beskrevs av Trewavas, 1935.  Tropheops gracilior ingår i släktet Tropheops och familjen Cichlidae. IUCN kategoriserar arten globalt som sårbar. Inga underarter finns listade i Catalogue of Life.